# San Martino a Ulmiano
San Martino a Ulmiano (già Ulmiano) è una frazione del comune italiano di San Giuliano Terme, nella provincia di Pisa, in Toscana.

## Geografia fisica
La frazione di San Martino a Ulmiano è situata nella valle del Serchio, sul lato sinistro del fiume, lungo la strada che collega Pontasserchio con la località pisana di Le Maggiola Ovest. La località è attraversata dal corso d'acqua del fosso Baronti.
La frazione confina ad est con Orzignano, a sud con Gello, a nord con Pappiana e ad ovest con Pontasserchio, formando con queste ultime due un'unica area urbana di oltre 6 000 abitanti sulle sponde del fiume Serchio.

## Storia
La prima fonte che prova l'esistenza della frazione di Ulmiano la ricorda come corte nel 780 in quanto patrimonio fondiario dei tre fratelli pisani che fondarono l'originaria abbazia di San Savino. Menzionata nuovamente nel 1155, rientrava nel piviere di      Rigoli, come attestato in alcuni documenti del monastero di San Michele in Borgo e dell'Opera della Primaziale Pisana, ora conservati presso l'Archivio di Stato di Firenze.
Nel XIII secolo sono state scritte le prime fonti che attestano all'esistenza della chiesa di San Biagio al Loro, la cui probabile origine si può attestare a 3 secoli prima.
A San Martino a Ulmiano nel 1833 fu fatto il primo censimento e contava 543 abitanti. Nel 1839 fu ampliata la chiesa del paese, che ancora mantiene le antiche strutture romaniche. La torre campanaria fu fatta costruire nel 1911 dal sacerdote Ezio Barontini, come attestato sulla lapide posta in cima a quest'ultima.

## Monumenti e luoghi d'interesse

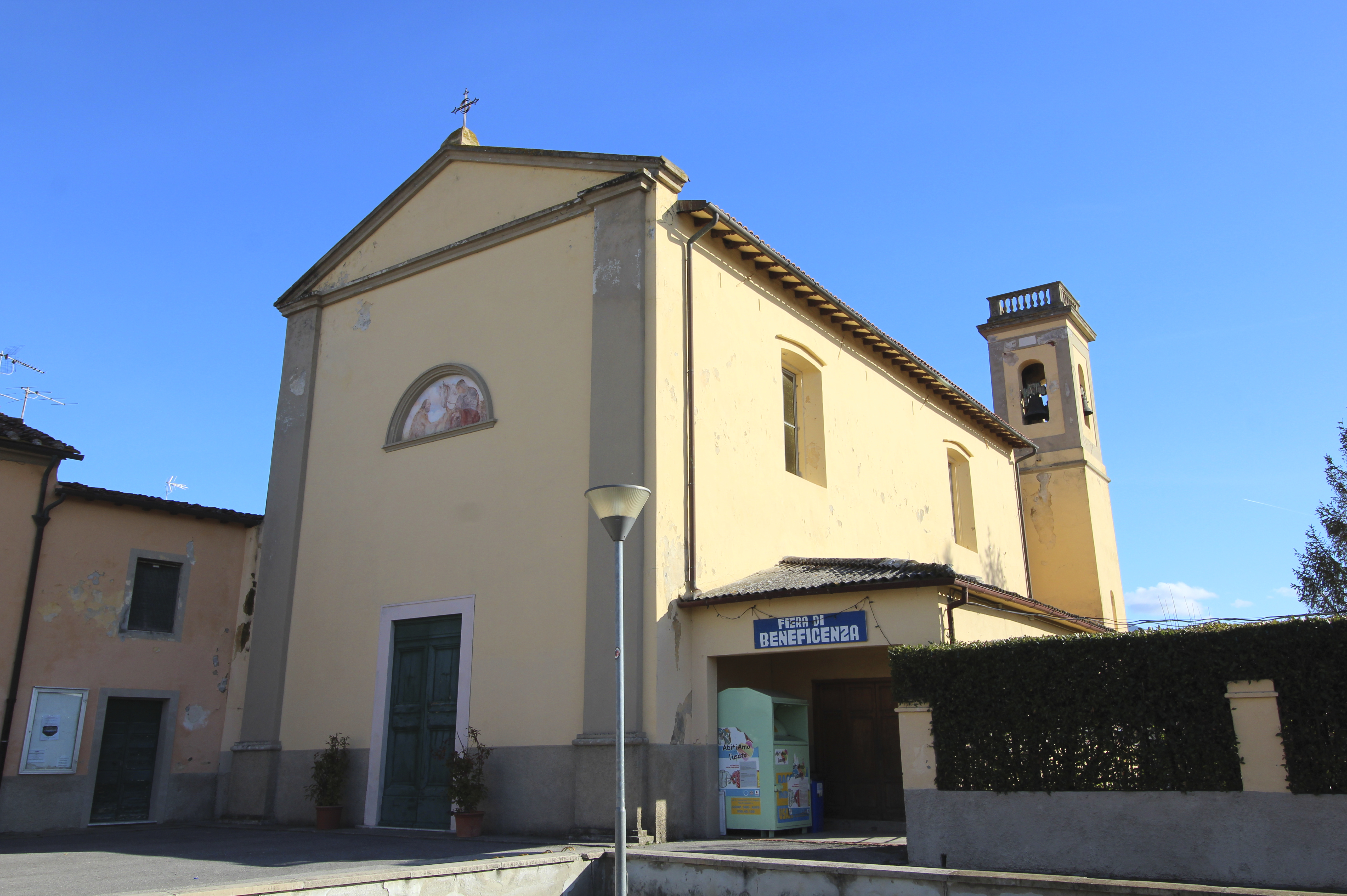
La chiesa di San Martino

- Chiesa di San Martino: chiesa parrocchiale della frazione,[5] è situata nel centro del paese in via Lorca. Citata nel 780 e nel 1155,[5] è ricordata come dipendente dalla pieve di Rigoli.[5] L'aspetto attuale è da ascriversi ad una serie di ristrutturazioni del 1839, anche se la struttura conserva le originarie murature romaniche.[5] La facciata a capanna, intonacata, è profilata da due lesene lisce e coronata da un frontone triangolare. Al centro, si apre il portone d'ingresso principale, sormontato da una lunetta contenente il dipinto murale del santo patrono. I fianchi della chiesa presentano due finestre di forma rettangolare per parte e, in particolare sul lato destro, è visibile una monofora tamponata. L’abside, privo di aperture, è caratterizzato da una forma trapezoidale all'esterno e da una forma semicircolare all'interno. Sul lato destro, a ridosso della sacrestia, sorge il campanile a pianta quadrata, eretto nel 1911, come attesta la lapide inserita al vertice. La cella campanaria, aperta su ogni lato da una monofora, è ornata al vertice da una balaustra in pietra. Internamente, la chiesa a navata unica è caratterizzata da pareti e coperture completamente intonacate, ad esclusione di una porzione muraria formata da blocchi di pietra locale lasciati a faccia vista sulla parete di sinistra, testimonianza dell'originario edificio romanico. L'aula diparte dalla controfacciata ospitante la cantoria in legno e si conclude con l'abside semicircolare, introdotto da arco trionfale. Sul lato destro del zona absidale, una porta conduce in un vano ad uso sacrestia e, da qui, al campanile.
- Chiesa di San Biagio al Loro: è situata in via Carlo Marx ed è stata eretta in periodo altomedievale. La sua struttura esterna è a pianta rettangolare, con il lato nord adiacente alla strada, e composta in pietra. La porta d'entrata è situata sul lato occidentale.  Nel XVIII secolo divenne padronato della famiglia Franceschi ed è rimasta attiva fino al 1947. Oggi ne rimangono solo le rovine, alcune piante infestanti hanno ricoperto le murature, il tetto è caduto e i lati lunghi della chiesa ora sono quasi del tutto caduti.